# Big Bang Theory: A XXX Parody
Big Bang Theory XXX Parody ist eine US-amerikanische Porno-Parodie der Sitcom The Big Bang Theory. Der Film wurde am 5. April 2010 veröffentlicht.

## Handlung
Die vier nerdigen Zimmergenossen Sheldon, Leonard, Howard und Rajesh versuchen, eine wissenschaftliche Methode zu benutzen, um ihre Unfähigkeit bei Frauen zu überwinden. Sie erzählen einfach den Frauen, was diese hören wollen, und haben dabei viel Erfolg.

## Produktion und Veröffentlichung
Der Film wurde von New Sensations Video produziert und wird von New Sensations Video und Valentine Video veröffentlicht. Regie führte Lee Roy Myers. Das Drehbuch schrieb Bensen Herst.